# Neuville-au-Cornet
Neuville-au-Cornet é uma comuna francesa na região administrativa de Altos da França, no departamento de Pas-de-Calais. Estende-se por uma área de 2,28 km². Em 2010 a comuna tinha 72 habitantes (densidade: 31,6 hab./km²).